# Chalcosyrphus inarmatus
Chalcosyrphus inarmatus är en tvåvingeart som först beskrevs av Hunter 1897.  Chalcosyrphus inarmatus ingår i släktet mulmblomflugor, och familjen blomflugor. Inga underarter finns listade i Catalogue of Life.